# Honda Lead 110
A Honda Lead 110 foi lançada pela Honda no Brasil em agosto de 2009. Possui injeção eletrônica de combustível e freio com sistema CBS (Combined Braking System), o que faz com que, ao se acionar o freio traseiro, o freio dianteiro também seja acionado. Outras características do scooter são o freio de estacionamento, que pode ser acionado junto ao manete do freio traseiro.